# 黃紳
黃紳（1416年—？），字朝儀，湖廣郴州興寧縣人，軍籍，明朝政治人物。進士出身。

## 生平
湖廣鄉試第六十六名。景泰五年（1454年）甲戌科會試第二百九名，殿試登進士第二甲第八十八名。

## 家族
曾祖黃宗文。祖父黃厥美。父亲黃弘銘。